# Saint-Trivier-sur-Moignans
Saint-Trivier-sur-Moignans ist eine französische Kleinstadt mit 1.910 Einwohnern (Stand 1. Januar 2022) im Département Ain in der Region Auvergne-Rhône-Alpes. Sie gehört zum Kanton Villars-les-Dombes im Arrondissement Bourg-en-Bresse.

## Geographie

### Lage
Saint-Trivier-sur-Moignans liegt auf 253 m, etwa 29 Kilometer westsüdwestlich der Präfektur Bourg-en-Bresse, 35 Kilometer nördlich der Stadt Lyon und 26 Kilometer südlich der Stadt Mâcon (Luftlinie). Das Dorf gehört zur Landschaft und historischen Provinz Dombes im Südwesten des Départements Ain.

### Topographie
Die Fläche des 41,99 km² großen Gemeindegebiets umfasst einen Abschnitt der westlichen Dombes, eines von unzähligen Seen und Wasserflächen durchzogenen Hochplateaus zwischen dem Tal der Saône im Westen und dem Jura im Osten. Das Gemeindegebiet wird von dem Flüsschen Moignans von Süden nach Norden durchflossen und über die Chalaronne zur Saône hin entwässert. Nördlich der Ortschaft tritt der Moignans in ein kleines Tal ein, das etwa 30 Meter in die sonst ebene Landschaft eingetieft ist. Erst am Ostrand der Gemeinde beginnt die eigentliche Seenlandschaft der Dombes, so dass der Boden rund um den Ortskern intensiv landwirtschaftlich genutzt wird und hauptsächlich in Felder (zu 67 %) aufgeteilt ist. Weitere Nutzungen sind Wiesen (11 %), Wälder (9,5 %) und Obsthaine (4 %).

### Nachbargemeinden
Umgeben ist Saint-Trivier-sur-Moignans von den Nachbargemeinden Baneins im Norden, Relevant, Sandrans und Bouligneux im Osten, Sainte-Olive im Süden, Villeneuve im Südwesten sowie Francheleins und Chaneins im Westen.

### Gemeindegliederung
Zu Saint-Trivier-sur-Moignans gehören eine Vielzahl größerer Gehöfte, die um den eigentlichen Ortskern herum verstreut liegen. Nördlich des Dorfes liegt Béreins, heute eine Gruppe von Höfen. Im Süden befinden sich die beiden Weiler Montagneux (275 m) und Bas Montagneux (272 m).

## Geschichte

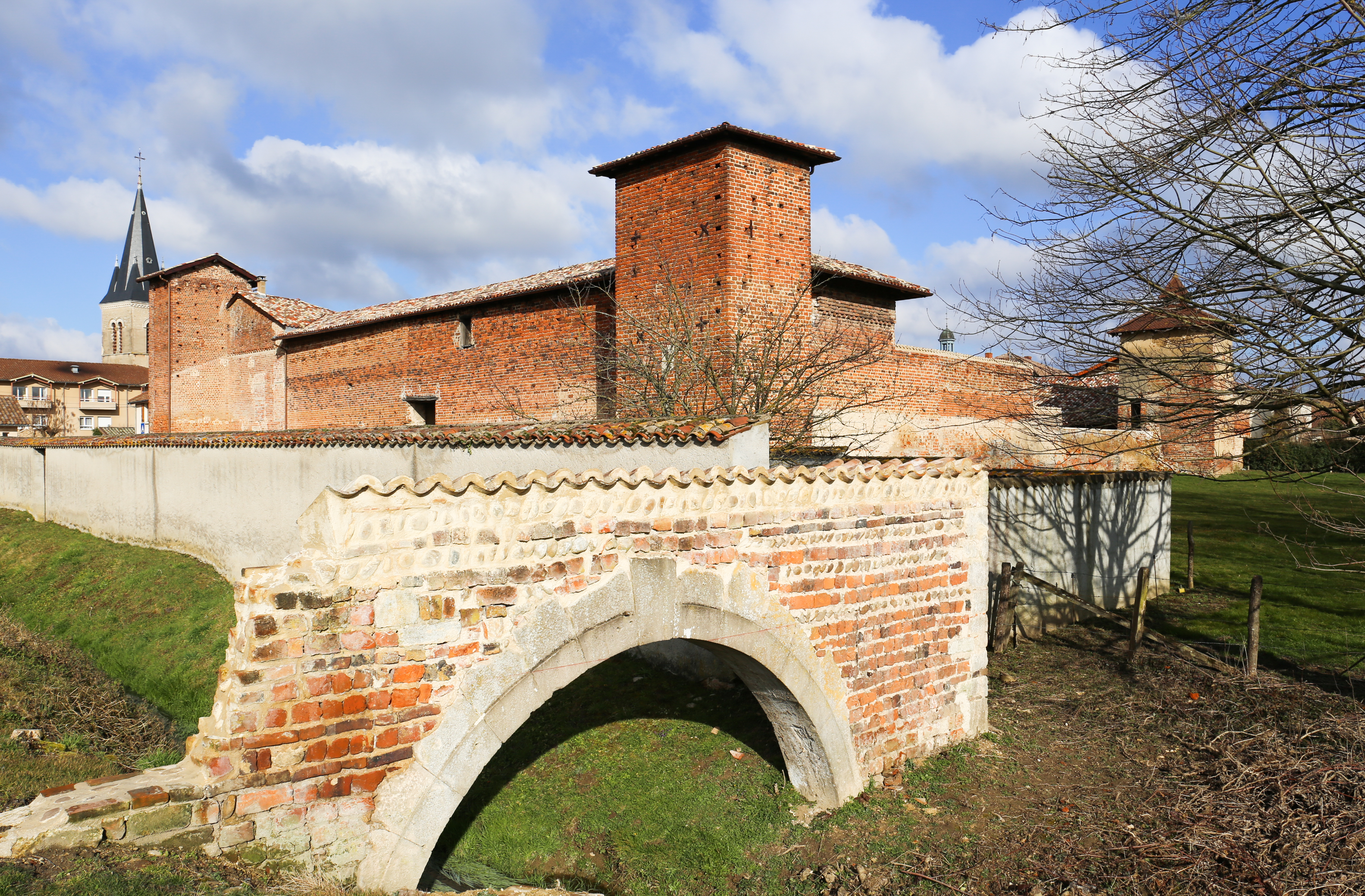
Abschnitt der mittelalterlichen Stadtmauer (remparts)

Legenden besagen, dass sich der namensgebende heilige Treverius im 6. Jahrhundert am Flüsschen Moignans als Eremit niederließ.
Im Hochmittelalter erschien der Ort erstmals 1145 als Sanctus Triverius in den Urkunden. Die Ländereien in diesem Gebiet waren schon seit dem 10. Jahrhundert im Besitz der Grafen von Lyon und Forez, die hier eine kleine Herrschaft errichteten und an die Herren von Beaujeu verpachteten. Unter der Familie de Chabeu als Vasallen wurde der Ort befestigt und 1450 zur Baronnie erhoben.

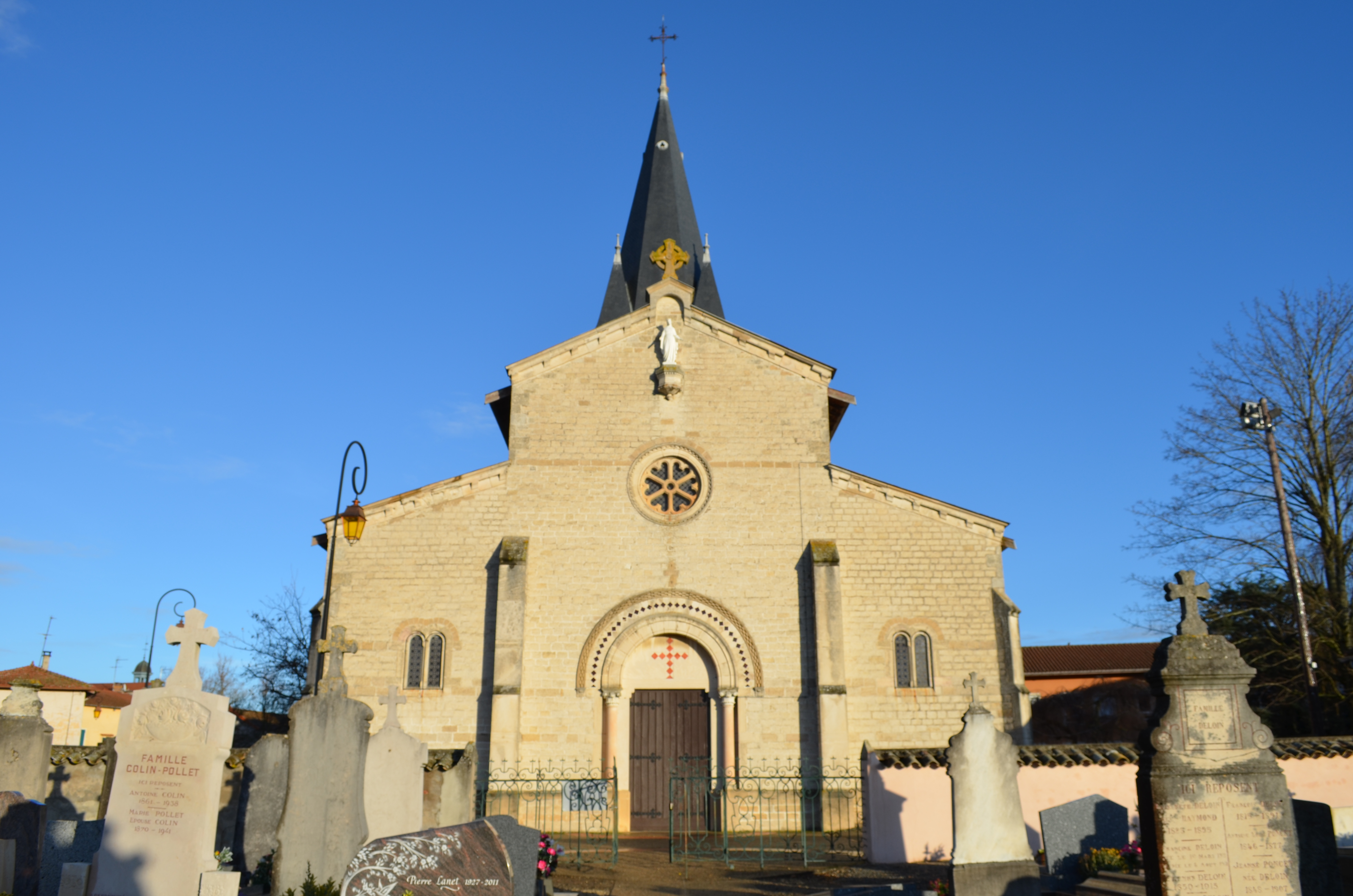
Dorfkirche Saint-Trivier-et-Saint-Denis

Zuerst übten die Erzbischöfe von Lyon das Kirchenpatronat über Saint-Trivier aus; dieses ging zu Beginn des 12. Jahrhunderts an die Abtei La Chaise-Dieu und im Jahr 1602 an die Minimiten in Lyon.
Béreins war im Mittelalter ebenfalls Sitz einer kleinen Herrschaft und bis 1826 eine eigenständige Gemeinde. Im Jahr 1612 wurden die Grenzen zwischen den Provinzen so verändert, dass Béreins zur Bresse und Saint-Trivier zu den Dombes gehörte. Von der Burg in Béreins sind keine Überreste erhalten, auch die in der Französischen Revolution zerstörte Pfarrkirche wurde nicht wieder aufgebaut.
Von 1793 bis 2015 war die Gemeinde Hauptort (frz.: chef-lieu) des Kantons Saint-Trivier-sur-Moignans.

### Bevölkerungsentwicklung
| Jahr                       | 1962 | 1968 | 1975 | 1982 | 1990 | 1999 | 2006 | 2012 | 2021 |
| -------------------------- | ---- | ---- | ---- | ---- | ---- | ---- | ---- | ---- | ---- |
| Einwohner                  | 1105 | 1140 | 1151 | 1233 | 1471 | 1537 | 1822 | 1817 | 1857 |
| Quellen: Cassini und INSEE |      |      |      |      |      |      |      |      |      |

Mit 1910 Einwohnern (Stand 1. Januar 2022) gehört Saint-Trivier-sur-Moignans zu den kleineren Gemeinden des Départements Ain. Nachdem die Einwohnerzahl im 19. Jahrhundert gleichmäßig hoch lag (1866 wurde ein Höchststand von 1818 Einwohnern gezählt), nahm sie in der ersten Hälfte des 20. Jahrhunderts deutlich ab. Erst ab etwa 1975 zogen wieder Einwohner hinzu, und es entstand eine Siedlung von Einfamilienhäusern nördlich des alten Ortskerns. Die Ortsbewohner von Saint-Trivier-sur-Moignans heißen auf Französisch Utingeois(es).

## Wirtschaft und Infrastruktur
Saint-Trivier-sur-Moignans ist bis heute ein stark durch die Landwirtschaft geprägtes Dorf, in dem vorwiegend Tierproduktion und Feldwirtschaft betrieben wird. Neben den in der Landwirtschaft aktiven Betrieben, deren Anteil etwa ein Drittel ausmacht, gibt es verschiedene Betriebe des lokalen Kleingewerbes und einige Kleinunternehmen. Mittlerweile hat sich das Dorf auch zu einer Wohngemeinde entwickelt. Viele Erwerbstätige sind Wegpendler, die in den größeren Ortschaften der Umgebung ihrer Arbeit nachgehen.
Die Ortschaft liegt an der Hauptstraße D936,
die Bourg-en-Bresse mit Villefranche-sur-Saône verbindet. Weitere Nebenstraßen führen sternförmig in die Nachbargemeinden. Der nächste Autobahnanschluss an die A6 befindet sich in rund 13 km Entfernung nördlich von Mâcon. Als Flughafen in der Region kommt Lyon-St-Exupéry (50 km) in Frage.

### Bildung
In Saint-Trivier-sur-Moignans befindet sich eine staatliche école primaire (Grundschule mit eingegliederter Vorschule).

## Sehenswürdigkeiten

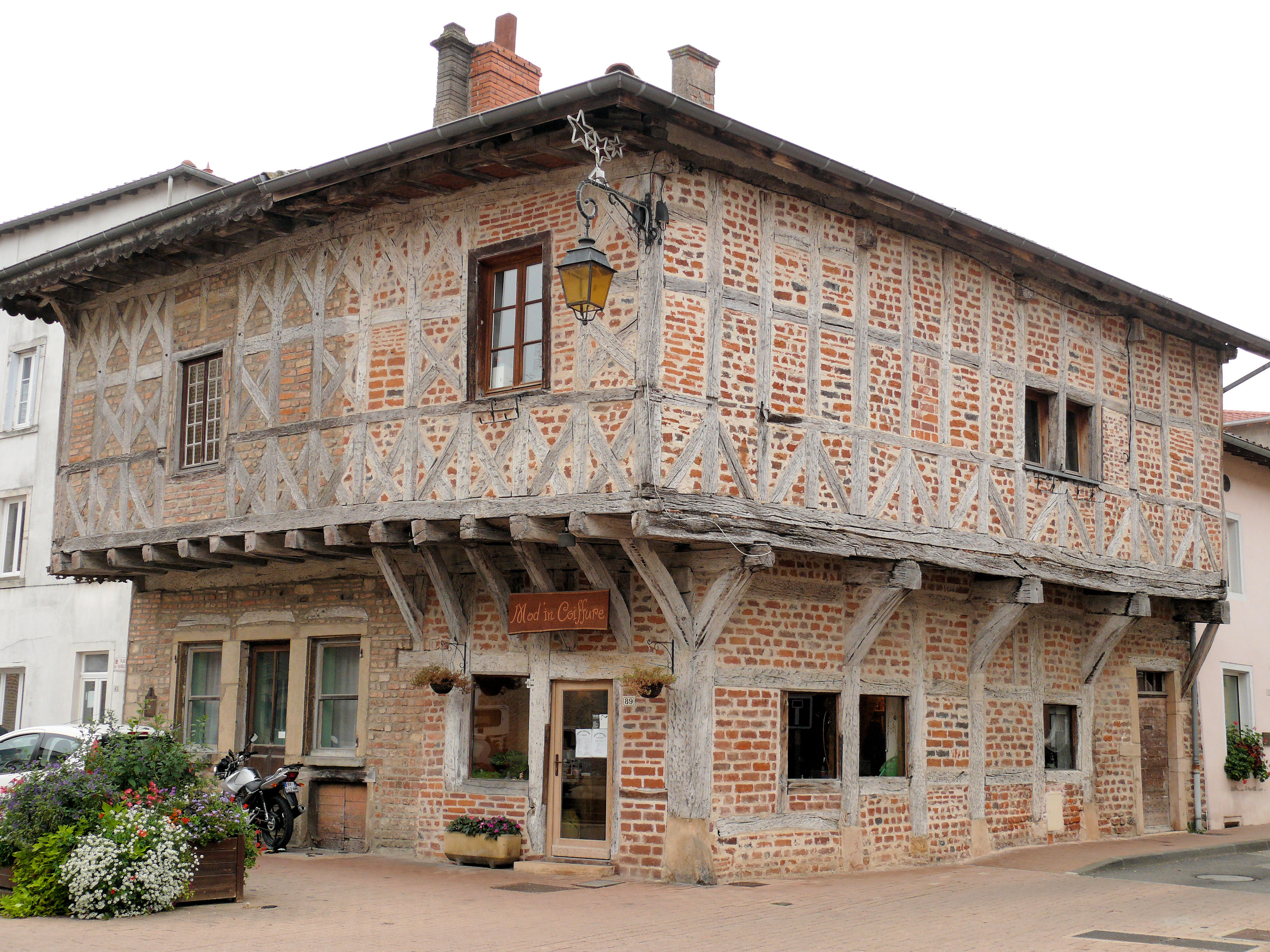
Fachwerkhaus aus dem 15. Jahrhundert

Die mittelalterliche Struktur des Dorfkerns ist noch heute sichtbar. Ein Teil der im 15. Jahrhundert angelegten und während der Französischen Revolution abgetragenen Stadtmauer (frz.: remparts) steht noch heute und ist als Monument historique eingeschrieben. Die Stadtmauer war aus savoyardischen Ziegelsteinen errichtet und hatte 14 Türme sowie drei Stadttore. Der erhaltene Abschnitt besitzt zwei Wehrtürme und einen Taubenschlag und war Teil eines Kornspeichers, was ihn vor dem Abriss rettete. Er wurde in den Jahren 2013–2014 restauriert und von Anbauten aus späterer Zeit befreit.
Die Dorfkirche Saint Trivier et Saint Denis geht auf ein romanisches Gebäude zurück, von dem nach einem Umbau im Jahr 1799 nur noch Teile der Apsis erhalten sind.